# Walter James Gosling
Walter James Gosling (São João del Rei, 26 de dezembro de 1897 — Rio de Janeiro, fevereiro de 1972) foi um político brasileiro. Exerceu o mandato de deputado classista constituinte em 1934.